# Lista das produções épicas da Record (rede de televisão)
As produções épicas da Record estão relacionadas nesta lista, que apresenta: data de início, data do final e quantidade de capítulos. A Record foi fundada por Paulo Machado de Carvalho em 27 de setembro de 1953.

## Minisséries e Séries
| # | Início                 | Fim                     | Título              | Caps.         | Temporada                        | Tipo       | Horário | Autoria            | Direção                                      |
| - | ---------------------- | ----------------------- | ------------------- | ------------- | -------------------------------- | ---------- | ------- | ------------------ | -------------------------------------------- |
| 1 | 3 de março de 2010     | 1 de abril de 2010      | A História de Ester | 10            | 1 Temporada                      | Minissérie | 23h00   | Vívian de Oliveira | João Camargo                                 |
| 2 | 4 de janeiro de 2011   | 2 de fevereiro de 2011  | Sansão e Dalila     | 18            | 1 Temporada                      | Minissérie | 23h15   | Gustavo Reiz       | João Camargo                                 |
| 3 | 24 de janeiro de 2012  | 3 de maio de 2012       | Rei Davi            | 30            | 1 Temporada                      | Minissérie | 23h15   | Vívian de Oliveira | Edson Spinello                               |
| 4 | 30 de janeiro de 2013  | 9 de outubro de 2013    | José do Egito       | 38            | 1 Temporada                      | Minissérie | 21h45   | Vívian de Oliveira | Alexandre Avancini                           |
| 5 | 22 de janeiro de 2014  | 25 de junho de 2014     | Milagres de Jesus   | 21            | 2 Temporada (Total 35 episódios) | Série      | 21h45   | Renato Modesto     | João Camargo                                 |
| 5 | 2 de fevereiro de 2015 | 24 de fevereiro de 2015 | Milagres de Jesus   | 14            | 2 Temporada (Total 35 episódios) | Série      | 22h30   | Renato Modesto     | João Camargo                                 |
| 6 | 26 de junho de 2018    | 9 de julho de 2018      | Lia                 | 10            | 1 Temporada                      | Minissérie | 20h45   | Paula Richard      | Juan Pablo Pires                             |
| 7 | 17 de junho de 2024    | 26 de julho de 2024     | A Rainha da Pérsia  | 30            | 1 Temporada                      | Série      | 21h00   | Cristiane Cardoso  | Leonardo Miranda Carlo Milani Rogério Passos |
| 8 | -                      | -                       | Neemias             | 10 (previsão) | 1 Temporada (previsão)           | Série      | 21h00   | Cristiane Cardoso  | Felipe Cunha                                 |

## Telenovelas
| # | Início                 | Fim                    | Título                             | Caps. |                                                 | Horário | Autoria                                             | Direção                           |
| - | ---------------------- | ---------------------- | ---------------------------------- | ----- | ----------------------------------------------- | ------- | --------------------------------------------------- | --------------------------------- |
| 1 | 23 de março de 2015    | 23 de novembro de 2015 | Os Dez Mandamentos                 | 176   | 2 Temporadas (total de 242 capítulos)           | 20h30   | Vívian de Oliveira                                  | Alexandre Avancini                |
| 1 | 4 de abril de 2016     | 4 de julho de 2016     | Os Dez Mandamentos: Nova Temporada | 66    | 2 Temporadas (total de 242 capítulos)           | 20h30   | Vívian de Oliveira                                  | Alexandre Avancini                |
| 2 | 5 de julho de 2016     | 13 de março de 2017    | A Terra Prometida                  | 179   | 1 Temporada (continuação de Os Dez Mandamentos) | 20h30   | Renato Modesto                                      | Alexandre Avancini                |
| 3 | 13 de março de 2017    | 20 de novembro de 2017 | O Rico e Lázaro                    | 181   | 1 Temporada                                     | 20h45   | Paula Richard                                       | Edgard Miranda                    |
| 4 | 21 de novembro de 2017 | 25 de junho de 2018    | Apocalipse                         | 155   | 1 Temporada                                     | 20h45   | Vívian de Oliveira                                  | Edson Spinello                    |
| 5 | 24 de julho de 2018    | 22 de abril de 2019    | Jesus                              | 193   | 1 Temporada                                     | 20h45   | Paula Richard                                       | Edgard Miranda                    |
| 6 | 23 de abril de 2019    | 12 de agosto de 2019   | Jezabel                            | 80    | 1 Temporada                                     | 20h45   | Cristianne Fridman                                  | Alexandre Avancini                |
| 7 | 19 de janeiro de 2021  | 22 de novembro de 2021 | Gênesis                            | 220   | 1 Temporada dividida em 7 Fases                 | 21h00   | Camilo Pellegrini Stephanie Ribeiro Raphaela Castro | Edgard Miranda                    |
| 8 | 22 de março de 2022    | —                      | Reis                               | —     | 10 Temporadas (Previsão)                        | 21h00   | Stephanie Ribeiro                                   | Juan Pablo Pires Leonardo Miranda |